# Mickey van der Hart
Mickey van der Hart (Amstelveen, 13 giugno 1994) è un calciatore olandese, portiere del Cape Town City.

## Carriera

### Club

#### Gli inizi
Cresciuto prima nelle giovanili dell'AFC di Amsterdam e poi in quelle dell'Ajax, debutta tra i professionisti nella Eerste Divisie 2013-2014 nelle file del Jong Ajax, la seconda squadra dei "lanceri". Quella stagione gioca per la prima volta anche con la nazionale olandese Under-21. La stagione successiva viene dato in prestito al Go Ahead Eagles, con cui disputa 16 gare. La squadra retrocede e per la stagione 2015-2016 viene ceduto a titolo definitivo al PEC Zwolle, dove rimarrà per quattro campionati fino al 2019.

#### L'approdio in Polonia
Il 21 maggio 2019 firma un contratto triennale con il Lech Poznań, squadra della massima divisione polacca Ekstraklasa. Debutta in prima squadra il 20 luglio 2019 nel pareggio per 1-1 sul campo dei campioni nazionali del Piast Gliwice. Dopo un inizio in sordina, riesce a guadagnarsi la fiducia dell'ambiente, vestendo in diverse occasioni perfino la fascia da capitano. Dal 6 al 24 giugno 2020 riesce a mantenere la porta inviolata per cinque partite consecutive, aiutando il Lech nella rimonta fino al secondo posto in classifica. L'8 luglio 2020, durante la semifinale di Puchar Polski contro il Lechia Gdańsk terminata con una sconfitta ai calci di rigore, si infortuna gravemente alla spalla nell'atto di parare un tiro dal dischetto. Ciononostante termina la sfida, rimanendo k.o. per le ultime tre gare di campionato.
A causa dell'infortunio è costretto ad operarsi, saltando per questo motivo tutta la prima fase di campionato 2020-2021. Torna in campo il 30 gennaio nella gara contro il Górnik Zabrze pareggiata 1-1.
Il 2 maggio 2022 disputa da titolare la finale di Puchar Polski contro il Raków Częstochowa, dove i kolejorz vengono sconfitti per 1-3 dai rossoblu. Pochi giorni più tardi, tuttavia, arriva un grande riscatto, visto che i kolejorz si laureano campioni di Polonia per l'ottava volta nella loro storia.
Il 18 maggio seguente, viene annunciato dal Lech che al termine dell'attuale contratto, Van der Hart verrà lasciato libero di trovarsi un'altra squadra. 

### Nazionale
Il 14 ottobre 2013 esordisce con la selezione Under-21 olandese nell'amichevole persa 0-3 contro i pari età dell'Austria. Nel biennio 2015-2016 è il portiere titolare nelle qualificazioni agli Europei U-21 2017, ai quali tuttavia l'Olanda non si qualifica.

## Statistiche

### Presenze e reti nei club
Statistiche aggiornate al 23 maggio 2022.
| Stagione          | Club              | Campionato        | Campionato | Campionato | Coppe nazionali | Coppe nazionali | Coppe nazionali | Coppe continentali | Coppe continentali | Coppe continentali | Supercoppe | Supercoppe | Supercoppe | Totale | Totale |
| Stagione          | Club              | Comp              | Pres       | Reti       | Comp            | Pres            | Reti            | Comp               | Pres               | Reti               | Comp       | Pres       | Reti       | Pres   | Reti   |
| ----------------- | ----------------- | ----------------- | ---------- | ---------- | --------------- | --------------- | --------------- | ------------------ | ------------------ | ------------------ | ---------- | ---------- | ---------- | ------ | ------ |
| 2013-2014         | Jong Ajax         | ED                | 27         | -55        | KNVB            | 1               | -1              | -                  | -                  | -                  | -          | -          | -          | 28     | -56    |
| 2014-2015         | Go Ahead Eagles   | ER                | 22         | -37        | KNVB            | 2               | 0               | -                  | -                  | -                  | -          | -          | -          | 24     | -37    |
| 2015-2016         | PEC Zwolle        | ER                | 18         | -31        | KNVB            | 1               | -3              | -                  | -                  | -                  | -          | -          | -          | 19     | -34    |
| 2016-2017         | PEC Zwolle        | ER                | 34         | -67        | KNVB            | 3               | -4              | -                  | -                  | -                  | -          | -          | -          | 37     | -71    |
| 2017-2018         | PEC Zwolle        | ER                | 1          | 0          | KNVB            | 3               | -4              | -                  | -                  | -                  | -          | -          | -          | 4      | -4     |
| 2018-2019         | PEC Zwolle        | ER                | 29         | -44        | KNVB            | 2               | -2              | -                  | -                  | -                  | -          | -          | -          | 31     | -46    |
| Totale PEC Zwolle | Totale PEC Zwolle | Totale PEC Zwolle | 82         | -142       |                 | 9               | -13             |                    | 0                  | 0                  |            | -          | -          | 91     | -155   |
| 2019-2020         | Lech Poznań       | E                 | 34         | -32        | PP              | 5               | -2              | -                  | -                  | -                  | -          | -          | -          | 39     | -34    |
| 2020-2021         | Lech Poznań       | E                 | 15         | -10        | PP              | 0               | 0               | UEL                | 0                  | 0                  | -          | -          | -          | 15     | -10    |
| 2021-2022         | Lech Poznań       | E                 | 16         | -8         | PP              | 3               | -3              | -                  | -                  | -                  | -          | -          | -          | 19     | -11    |
| Totale carriera   | Totale carriera   | Totale carriera   | 196        | -283       |                 | 23              | -22             |                    | 0                  | 0                  |            | -          | -          | 219    | -307   |

## Palmarès

### Club

#### Competizioni nazionali
- Campionato polacco: 1

Lech Poznań 2021-2022